# 修杰楷
修杰楷（1983年3月6日—），臺灣男演員，出生於臺北市，其妻子為演員賈靜雯。

## 早年及背景
修杰楷的哥哥修杰麟曾任前國安會秘書長金溥聰的秘書，父親來自遼北省。

## 個人生活

### 兵役問題
1983年出生的修杰楷因年屆服兵役年齡卻遲遲未當兵，在2012年即引發輿論之爭議，名字亦常出現在每年各媒體的「閃兵」名單報導中，修杰楷理由為工作忙碌，因而暫緩服兵役，但隨著其他藝人已陸續當兵。2016年5月入伍服替代役，為164梯次的受訓役男，於第八中隊擔任打飯班成員，後來分發至新北市民政局服勤。在服役過程中曾獲選為「替代役反毒代言人」，2016年11月29日，因符合「育有未滿12歲之子女1名且配偶懷孕6個月以上」之條件而提前退伍。

### 婚姻
修杰楷在《康熙來了》大方承認喜歡賈靜雯。2015年5月，修杰楷在臉書上分享即將當爸爸的喜悅:「謝謝你，小天使，一路陪伴著我們一起迎接另一個小小天使的到來～謝謝你，媽咪，謝謝你讓我成爲最幸運的人～我會用我的幸運，轉換成幸福，讓我們一起擁有！」。修杰楷已在日本求婚成功，將待小孩出生後於年底入伍服役。2015年，大女兒誕生，2017年，二女兒誕生
。
之後於2018年11月25日在峇里島舉行海島婚禮。

## 電視劇
| 年份   | 頻道                   | 劇名                            | 角色          | 性質       |
| ------ | ---------------------- | ------------------------------- | ------------- | ---------- |
| 2003年 | 台視                   | 《名揚四海》                    | 林光石(石頭)  | 第三男主角 |
| 2004年 | 華視、八大戲劇台       | 《戰神》                        | 安達也        | 第二男主角 |
| 2004年 |                        | 《烈愛》                        | 俊皓          |            |
| 2005年 | 華視                   | 《聽不到的戀人》                | 小修          |            |
| 2006年 | 中視                   | 《白色巨塔》                    | 廖其書        | 客串       |
| 2007年 | 中視、八大綜合台       | 《惡作劇2吻》                   | 周傳津        | 客串       |
| 2008年 | 民視、衛視中文台       | 《原來我不帥》                  | 段兆偉        |            |
| 2008年 | 台視                   | 《幸福捕手》                    | 家德          | 客串       |
| 2009年 | 公視、TVBS歡樂台       | 《痞子英雄》                    | 馬小明/黄世楷 |            |
| 2009年 | 台視、三立都會台       | 《福氣又安康》                  | 嚴陽          |            |
| 2009年 | 民視、八大綜合台       | 《終極三國》                    | 孫權          |            |
| 2009年 | 公視                   | 《煙花時分》                    | 方以豪        | 第一男主角 |
| 2010年 | 台視                   | 《飯糰之家》                    | 邱一武        |            |
| 2010年 | 中視                   | 《女王不下班》                  | 童嘉良        | 第二男主角 |
| 2010年 | 優酷網                 | 《十二星座清蜜星體驗-天蠍座篇》 | 高明          | 第二男主角 |
| 2010年 | 優酷網                 | 《十二星座清蜜星體驗-雙魚座篇》 | 高明          | 第二男主角 |
| 2011年 | 超視                   | 《33故事館-宅配男女》           | 翟南          | 第一男主角 |
| 2011年 | 公視、八大綜合台       | 《愛在桐花紛飛時》              | 擎天          | 第一男主角 |
| 2011年 | 華視、東森綜合台       | 《真心請按兩次鈴》              | 王克捷        | 第二男主角 |
| 2012年 | 民視、八大綜合台       | 《絕對達令》                    | 江俊樹        | 客串       |
| 2012年 | 華視、八大綜合台       | 《給愛麗絲的奇蹟》              | 陳海傑        | 第二男主角 |
| 2012年 | MTV                    | 《PM10-AM03》                   | 倪課          | 第二男主角 |
| 2013年 | 公視                   | 《沒有名字的甜點店》            | 尚宇文        | 第二男主角 |
| 2013年 | 中天綜合台、樂視網     | 《PMAM》                        | 倪課          | 第二男主角 |
| 2013年 | 三立都會台、東森綜合台 | 《幸福選擇題》                  | 何立偉        | 第二男主角 |
| 2013年 | 湖南衛視               | 《我家有個趙大咪》              | 李程          | 第一男主角 |
| 2013年 | 台視、年代MUCH台       | 《結婚好嗎？》                  | 方子軒        | 第一男主角 |
| 2014年 | 中視HD台               | 《七個朋友》                    | 麥杰          | 客串       |
| 2014年 | 三立都會台、東森綜合台 | 《我的寶貝四千金》              | 陳其樂        | 第二男主角 |
| 2015年 | 民視                   | 《星座愛情牡羊女》              | 王少強        | 第一男主角 |
| 2015年 | 優酷                   | 《孤独的美食家》                | 林志豪        | 客串       |
| 2015年 | 三立都會台、東森綜合台 | 《軍官·情人》                   | 楊羽釩        | 第二男主角 |
| 2015年 | 台視、東森綜合台       | 《我的30定律》                  | 子杰          | 第一男主角 |
| 2015年 | LINE TV                | 《迷途·Claire》                 | Alan段        | 第一男主角 |
| 2017年 | 愛奇藝                 | 《深夜食堂》                    | 梁浩實        | 單元男主角 |
| 2017年 | 愛奇藝                 | 《大明錦衣衛2》                 | 刘勉/郭谦     | 第一男主角 |
| 2018年 | TVBS歡樂台             | 《翻牆的記憶》                  | 陳昌民        | 客串       |
| 2019年 | TVBS歡樂台             | 《天堂的微笑》                  | 孫又翔        | 第一男主角 |
| 2019年 | 衛視電影台             | 《浮士德遊戲2》                 | 梁仁傑        | 第一男主角 |
| 2020年 | 中視、中天綜合台       | 《愛的詐欺犯》                  | 周健偉        | 第一男主角 |
| 2021年 | Netflix                | 《華燈初上》                    | 葛志浩        | 客串       |
| 2023年 | 三立都會台             | 《親愛壞蛋》                    | 范永誠        | 第二男主角 |
| 2023年 | 公視、八大戲劇台       | 《最佳利益2－決戰利益》         | 高建銘        | 單元男主角 |
| 2023年 | Netflix                | 《此時此刻》                    | 蘇柏睿        | 單元男主角 |
| 2024年 | TVBS歡樂台             | 《秘書俱樂部》                  | 韓信正        | 第一男主角 |
| 2025年 | 新传媒                 | 《小娘惹之翡翠山》              | 张金河        | 男主角     |
| 2025年 | 八大電視、東森電視     | 《永生密碼一九七》              |               |            |
| 2026年 |                        | 《夜半11點學校見》              |               |            |

## 電影
| 年份   | 片名                    | 角色   |
| ------ | ----------------------- | ------ |
| 2008年 | 《情非得已之生存之道》  | 修杰楷 |
| 2010年 | 《混混天團》            | 杰克   |
| 2012年 | 《BBS鄉民的正義》       | 黄冠军 |
| 2014年 | 《做你愛做的事》        | 李德明 |
| 2014年 | 《痞子英雄2：黎明再起》 | 黄世楷 |

### 微電影
| 年份   | 片名                                        | 角色   |
| ------ | ------------------------------------------- | ------ |
| 2012年 | 新北市政府《心城市故事》                    | 安杰   |
| 2012年 | 特力家居《悄悄佔據你》                      | 常立銘 |
| 2012年 | 花旗銀行《一或一起》                        | Jay    |
| 2013年 | 涵碧樓酒店《因爲離開，所以回來》            | 小修   |
| 2013年 | TOYOTA《距離愛情25.6》                      | 雅痞男 |
| 2016年 | 保德信人壽《家族旅行-那些長大後才知道的事》 |        |

### 導演
| 年份   | 片名                       | 角色 |
| ------ | -------------------------- | ---- |
| 2020年 | 《新北歡樂耶誕城形象廣告》 | 導演 |

## 製作作品
| 年份   | 片名             |
| ------ | ---------------- |
| 2021年 | 《莉莉安的禮物》 |
| 2023年 | 《此時此刻》     |
| 2024年 | 《秘書俱樂部》   |

## MV
- 2003年  Saya《想你》
- 2003年  陳依依《收集》
- 2007年  羅美玲《不一樣的愛》《一个星期的纪念日》《睡过头》
- 2009年  品冠《我以為》
- 2009年  丁噹《我愛他》
- 2010年  陳思涵《雨不停》
- 2010年  丁噹《洋蔥》
- 2011年  丁噹《想原諒》
- 2011年  自由發揮《我是鬼》
- 2012年  梁心頤《不敢哭》
- 2013年  王慶慶《思念在靈魂綻放了花一朵》
- 2015年  黃鴻升《我朋友》
- 2019年  鄭心慈《幸福藏在哪裡》
- 2020年  林俊傑《倖存者》

## 音樂作品
| 年份 | 專輯               | 出版     | 歌曲             | 備註 |
| ---- | ------------------ | -------- | ---------------- | ---- |
| 2010 | 飯糰之家電視原聲帶 | 華納唱片 | 團團愛、冬末之戀 | 單曲 |

## 綜藝節目
- 2023年 《來吧！營業中》第二季實境節目成員
  - 由謝金燕擔任藝術總監，帶領修杰楷、楊銘威、邱勝翊、謝依霖、林莎、鍾岳軒、黃柏峰、羅珮含、及原子少年共同經營美容沙龍店
- 2025年《最強的身體》

## 出版書籍
| 年份   | 書名             | 作者   | 出版社   | ISBN               |
| ------ | ---------------- | ------ | -------- | ------------------ |
| 2008年 | 《邊境。吳哥窟》 | 修杰楷 | 凱特文化 | ISBN 9789868382350 |
| 2010年 | 《故事，清邁》   | 修杰楷 | 凱特文化 | ISBN 9789866606786 |

## 獎項紀錄
| 年份   | 頒獎典禮             | 獎項       | 作品             | 角色       | 結果 |
| ------ | -------------------- | ---------- | ---------------- | ---------- | ---- |
| 2021年 | 2021布拉格國際電影節 | 最佳製作人 | 《莉莉安的禮物》 | 該片製作人 | 獲獎 |

## 公益活動大使
- 2024年 adidas SUPERNOVA 超越舒適鞋 一日店長 feat 吳映潔

## 外部連結
- TVBS 頂尖事務所 - 修杰楷 （页面存档备份，存于）
- 修杰楷的Facebook專頁
- 修杰楷shiou的新浪微博
- Hsiu 〜修杰楷. Lefthere的Instagram帳戶
- 修杰楷在互联网电影资料库（IMDb）上的資料（英文）
- 修杰楷在香港影庫上的簡介
- 修杰楷在时光网上的簡介（简体中文）
- 修杰楷在豆瓣上的资料（简体中文）
- 修杰楷在台灣電影網上的資料（繁體中文）